# Christian Bergström
Christian Bergström (Göteborg, 19 juli 1967) is een voormalig professioneel tennisser uit Zweden. Hij won geen enkele ATP-titel gedurende zijn carrière, maar bereikte in Adelaide tweemaal de finale. Bergström wist daarnaast driemaal door te dringen tot de kwartfinale van een grandslamtoernooi.

## Palmares
| Legenda                       | Legenda               |
| ----------------------------- | --------------------- |
| Grand Slam                    |                       |
| Olympische Spelen             |                       |
| tot 2009                      | vanaf 2009            |
| Tennis Masters Cup            | ATP Finals            |
| ATP Masters Series            | ATP Tour Masters 1000 |
| ATP International Series Gold | ATP Tour 500          |
| ATP International Series      | ATP Tour 250          |

### Enkelspel
| Nr.              | Datum            | Toernooi     | Ondergrond | Tegenstander in finale | Score            | Details |
| ---------------- | ---------------- | ------------ | ---------- | ---------------------- | ---------------- | ------- |
| Verloren finales |                  |              |            |                        |                  |         |
| 1.               | 30 december 1992 | ATP Adelaide | Hardcourt  | Goran Ivanišević       | 6-1, 6-7(5), 4-6 | Details |
| 2.               | 4 januari 1993   | ATP Adelaide | Hardcourt  | Nicklas Kulti          | 6-3, 5-7, 4-6    | Details |

## Prestatietabel
| Legenda | Legenda                          |
| ------- | -------------------------------- |
| g.t.    | geen toernooi gehouden           |
| l.c.    | lagere categorie                 |
| –       | niet deelgenomen                 |
| G       | uitgeschakeld in de groepsfase   |
| 1R      | uitgeschakeld in de eerste ronde |
| 2R      | uitgeschakeld in de tweede ronde |
| 3R      | uitgeschakeld in de derde ronde  |
| 4R      | uitgeschakeld in de vierde ronde |
| KF      | uitgeschakeld in de kwartfinale  |
| HF      | uitgeschakeld in de halve finale |
| F       | de finale verloren               |
| W       | het toernooi gewonnen            |
| w-v     | winst/verlies-balans             |

### Enkelspel
| Toernooi        | 1986 | 1987 | 1988 | 1989 | 1990 | 1991 | 1992 | 1993 | 1994 | 1995 |
| --------------- | ---- | ---- | ---- | ---- | ---- | ---- | ---- | ---- | ---- | ---- |
| Australian Open | g.t. | —    | 1R   | —    | 2R   | 2R   | 4R   | KF   | 1R   | —    |
| Roland Garros   | 1R   | 2R   | 2R   | 1R   | 3R   | 1R   | 1R   | 1R   | —    | —    |
| Wimbledon       | —    | 2R   | 2R   | 1R   | KF   | 4R   | 1R   | 1R   | KF   | 1R   |
| US Open         | 1R   | 2R   | 1R   | —    | —    | 2R   | 1R   | 1R   | 2R   | —    |